# ロバート・カーネギー (第3代サウスエスク伯爵)
第3代サウスエスク伯爵ロバート・カーネギー（英語: Robert Carnegie, 3rd Earl of Southesk、1650年以前 – 1688年2月19日）は、スコットランド貴族。

## 生涯
第2代サウスエスク伯爵ジェームズ・カーネギーと1人目の妻イサベル・カー（Isabel Ker、初代ロクスバラ伯爵ロバート・カーの娘）の息子として生まれた。
フランスのガード・エコセーズに従軍した。
アン・ハミルトン（Anne Hamilton、1695年10月没、第2代ハミルトン公爵ウィリアム・ハミルトンの娘）と結婚、2男を儲けた。
- チャールズ（1661年 – 1699年） - 第4代サウスエスク伯爵
- ウィリアム（1662年 – 1681年） - 1681年にパリでウィリアム・トルマッシュ（William Tollemache、第3代準男爵サー・ライオネル・トルマッシュ（英語版）の息子）と決闘を行い死亡した

1669年3月に父が死去すると、サウスエスク伯爵の爵位を継承した。
1688年2月19日に死去、長男チャールズが爵位を継承した。